# 金属粉
金属粉（きんぞくふん、英語: Metal powder）は、粉末状に加工された金属。旋盤加工の際に生じる切り粉はダライ粉と呼ぶ。
発火性や有毒性がある場合が多い。

## 消防法における金属粉

### 金属粉
消防法では、アルカリ金属、アルカリ土類金属、鉄、マグネシウム以外の金属の粉を第2類危険物（可燃性固体）に指定している（アルカリ金属およびアルカリ土類金属は第3類危険物に、鉄粉およびマグネシウムは金属粉とは別の区分で第2類危険物に指定されている）。ただし、銅粉、ニッケル粉、および目開きが150マイクロメートルの網ふるいを通過するものが50%未満のものは、消防法上の金属粉からは除外される。指定数量は100キログラム。
一般に金属は熱の良導体であり酸化熱が蓄積されにくいこと、酸化が表面に留まり内部まで及ばないことから、火災の危険性はないと考えられている。しかし、金属粉の場合には、表面積が割合が大きくなることから酸化熱が大きくなり、粉末状であることから見かけの熱伝導率が低くなり酸化熱が蓄積されやすくなり、自然発火しやすくなる。
金属粉と酸化物との混合物は、加熱や衝撃および摩擦で発火することがある。また、水分やハロゲン元素の接触でも自然発火することがある。貯蔵するときは、水分およびハロゲン元素との接触を避け、かつ酸化剤と混合しないように注意しなければならない。
粉塵爆発の危険性があり、火災発生時には飛散し消火が困難となるので、火気に注意することはもとより、消火活動の際は砂やむしろなどで覆ってから行うことが必要となる。
消防法における金属粉の例
アルミニウム粉
アルミニウムの粉末。
銀白色をした粉末で、水や酸、アルカリに反応して水素を発生させる。空気中の水分と反応して自然発火を、微粉状のものは粉塵爆発を起こす可能性がある。

亜鉛粉
亜鉛の粉末。
灰青色をした粉末で、空気中の水分や酸、アルカリに反応して水素を発生させる。空気中の水分と反応して自然発火を、微粉状のものは粉塵爆発を起こす可能性がある。大気中では、表面に白い塩基性炭酸亜鉛の薄い膜ができ、内部まで冒されることはない。

### 鉄粉
鉄粉は他の金属粉と比較して危険性が低いことから、金属粉とは別の区分で第2類危険物に指定されている。ただし、目開きが53マイクロメートルの網ふるいを通過するものが50%未満のものは除く。指定数量は500キログラム。
灰白色をした粉末で、酸に反応して水素を発生させる。油分がしみた切削屑などは自然発火を、空気中に飛散すると粉塵爆発を起こす可能性がある。

## その他の金属粉
- 金粉
- アルミニウム粉末

粉末ではないが、液中に分散したコロイドとして以下のようなものがある。
- 金コロイド
- 白金ナノ粒子